# Genialita uspávače hadů
Genialita uspávače hadů je čtrnáctý díl čtvrté řady amerického televizního seriálu Teorie velkého třesku. V této epizodě hostují Cindera Che a Johnny Vinton. Režisérem epizody je Mark Cendrowski.

## Děj
Sheldon pohoří jako vysokoškolský učitel a tak ho Amy nabádá k tomu, aby vzal od Penny kurzy herectví a naučil se více porozumět lidem a uměl je zaujmout a bavit. Místo toho, aby se to učil na profesionálním scénáři, tak přesvědčí Penny, aby jeho herecké schopnosti zkoušeli na scénáři na bázi Star Treku, který jako malý sám napsal. Penny představuje roli pana Spocka, aby dostala Sheldona z jeho komfortní zóny, on sám pak hraje dvojroli sebe a své matky. Sheldon se ale do své role dostane natolik hluboko, že se rozpláče, protože nechce, aby ho Spock odvezl pryč od matky. Penny jí tak nakonec zavolá, aby si s ním promluvila a uklidnila ho. 
Mezitím Raj nejprve přemýšlí nad tím, jestli není gay, aby pak následně zjistil, že ho pojí čím dál větší city k Bernadette.

## Obsazení
| Johnny Galecki | Leonard Hofstadter      |
| Jim Parsons    | Sheldon Cooper          |
| Kaley Cuoco    | Penny                   |
| Simon Helberg  | Howard Wolowitz         |
| Kunal Nayyar   | Raj Koothrappali        |
| Mayim Bialik   | Amy Farrah Fowler       |
| Melissa Rauch  | Bernadette Rostenkowski |
| Cindera Che    | profesorka              |
| Johnny Vinton  | Bollywoodský tanečník   |